# Mas Sastre (Bordils)
El Mas Sastre és una masia de Bordils (Gironès) inclosa a l'Inventari del Patrimoni Arquitectònic de Catalunya.

## Descripció
És un edifici rural inicialment de planta rectangular amb posteriors ampliacions que li han donat una tipologia més complicada. Es desenvolupa en planta baixa i dos pisos, coberta amb teula àrab i ràfec de filera doble a la façana principal. Les parets estructurals són de maçoneria i les façanes conserven algunes restes d'arrebossat. Les obertures de les façanes són emmarcades per carreus formant un arc rebaixat a la porta d'accés. Són destacables una petita finestra amb arc de mig punt i un alt relleu també de pedra per fermar un animal, al costat de la porta d'accés. Obertures inferiors amb pedra.
Els sostres de la planta baixa i del primer pis són fets amb volta de rajola i la coberta és feta amb cairats. Els paviments interiors són cairons. Hi ha un paller reformat el 1910.

## Història
En una llinda del primer pis hi ha la inscripció: "Josep Sastre me fecit 1088". A la porta d'entrada s'hi pot veure la data de 1829 i la inscripció "Jph. Bri". L'actual edificació és el resultat de diferents reformes que ha tingut el mas al llarg del temps, la última de les quals es realitzà al segle xix.